# 于贝尔福利
于贝尔福利（法語：Hubert-Folie，法語發音：[ybɛʁ fɔli] ⓘ）是法国卡尔瓦多斯省的一个旧市镇，属于卡昂区。2019年，于贝尔福利与临近的2个市镇合并为新市镇卡斯蒂讷昂普莱讷。

## 地理
于贝尔福利（49°7'44"N, 0°18'53"W）面积1.93 平方千米，位于法国诺曼底大区卡爾瓦多斯省，该省份为法国西北部沿海省份，北濒大西洋英吉利海峡，东北与滨海塞纳省以海上边界相接，东临厄尔省，南至奧恩省，西与芒什省接壤。
与于贝尔福利接壤的市镇（或旧市镇、城区）包括：布尔盖比、伊夫、圣马丹德丰特奈、索利耶、蒂伊拉康帕涅。

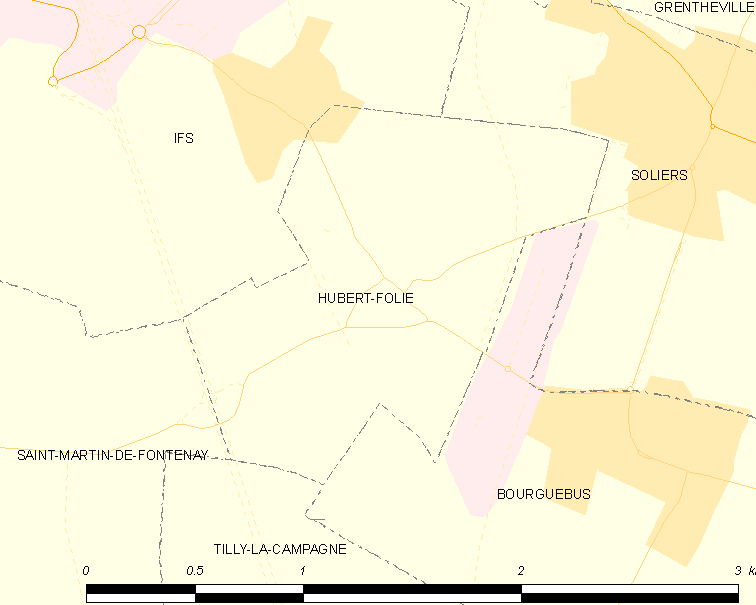
于贝尔福利的OSM定位图

于贝尔福利的时区为UTC+01:00、UTC+02:00（夏令时）。

## 行政
于贝尔福利的邮政编码为14540，INSEE市镇编码为14339。

## 政治
于贝尔福利所属的省级选区为埃夫勒西县。

## 人口

1962-2008年间于贝尔福利人口变化图示

于贝尔福利于2018年1月1日时的人口数量为381人。